# Gyrandra pterocaulis
Gyrandra pterocaulis là một loài thực vật có hoa trong họ Long đởm. Loài này được (C.R.Broome) G.Mans. mô tả khoa học đầu tiên năm 2004.